# Cameron van der Burgh
Cameron van der Burgh, född 25 maj 1988 i Pretoria, är en sydafrikansk simmare. Han har innehaft världsrekordet på 50 och 100 meter bröstsim på både kort och lång bana. Van der Burgh har vunnit världscupen i simning två gånger. Han har ett flertal mästerskaps-medaljer i främst bröstsim.